# Carlo Ferrarese
Carlo Ferrarese (Adria, 23 agosto 1882 – Erba, 4 maggio 1962) è stato un calciatore italiano, di ruolo difensore.

## Carriera
Al Milan disputò una sola partita, Genoa-Milan (2-0).